# باشگاه فوتبال بوستون تاون
باشگاه فوتبال بوستون تاون (به انگلیسی: Boston Town Football Club) یک باشگاه فوتبال در شهر بوستون، لینکلن‌شر، کشور انگلستان است که در سال ۱۹۶۴ میلادی تأسیس شده‌است.